# Fatih Akyel
Fatih Akyel (Estambul, Turquía, 26 de diciembre de 1977) es un exfutbolista turco, se desempeñaba como defensa. Jugó para los dos grandes clubes de Turquía, el Fenerbahçe y el Galatasaray, además de jugar en 64 ocasiones con la selección de fútbol de Turquía.

## Clubes
| Club              | País     | Año         | Partidos | Goles |
| Bakırköyspor      | Turquía  | 1996 - 1997 | 29       | 0     |
| Galatasaray SK    | Turquía  | 1997 - 2001 | 105      | 8     |
| RCD Mallorca      | España   | 2001        | 5        | 0     |
| Fenerbahçe SK     | Turquía  | 2001 - 2004 | 70       | 0     |
| VfL Bochum        | Alemania | 2005        | 1        | 0     |
| PAOK Salónica FC  | Grecia   | 2005 - 2006 | 16       | 0     |
| Trabzonspor       | Turquía  | 2006 - 2007 | 33       | 0     |
| Gençlerbirliği SK | Turquía  | 2007        | 0        | 0     |
| MKE Ankaragücü    | Turquía  | 2007        | 0        | 0     |
| Kasımpaşa SK      | Turquía  | 2007 - 2009 | 36       | 0     |
| Kocaelispor       | Turquía  | 2009 - 2010 | 0        | 0     |
| Tepecik BS        | Turquía  | 2010        | 1        | 0     |

## Palmarés
Galatasaray SK
- Superliga de Turquía: 1997-98, 1998-99, 1999-00
- Copa de Turquía: 1999, 2000
- Copa de la UEFA: 2000
- Supercopa de Europa: 2000

Fenerbahçe SK
- Superliga de Turquía: 2003-04

- Datos: Q614470
- Multimedia: Fatih Akyel / Q614470